# Andonis Fotsis
Andonis Fotsis, (gr. Αντώνης Φώτσης ur. 1 kwietnia 1981 w Atenach) – grecki koszykarz grający na pozycji silnego skrzydłowego, reprezentant kraju, olimpijczyk, trzykrotny mistrz Euroligi (2000, 2009, 2011) z zespołem Panathinaikosu Ateny, obecnie zawodnik Ilysiakos.

## Kariera sportowa
Został wybrany do Vancouver Grizzlies w drugiej rundzie draftu 2001 z numerem 48. W sezonie 2001-2002 w NBA zagrał w 28 meczach, zdobywając średnio 3,9 punktu na mecz. Najwięcej punktów w karierze w NBA zdobył 19 stycznia 2002 przeciwko Orlando Magic, rzucając 21 punktów. W 2006 z zespołem Dinamo Moskwa wygrał Puchar ULEB, a w 2008 trzecie miejsce w lidze rosyjskiej. W 2006 wraz z reprezentacją Grecji zdobył wicemistrzostwo świata. Jest rekordzistą Euroligi pod względem zebranych piłek w jednym meczu (24 z Benettonem Treviso).

## Osiągnięcia
Stan na 21 maja 2020, na podstawie, o ile nie zaznaczono inaczej.

### Drużynowe
- Mistrz:
  - Euroligi (2000, 2009, 2011)
  - Pucharu ULEB (2006)
  - Hiszpanii (2005)
  - Grecji (1998–2001, 2003, 2009–2011, 2014, 2017)
- Wicemistrz:
  - Suproligi (2001)
  - Grecji (2015, 2016)
  - Włoch (2012)
- Brąz mistrzostw Rosji (2008)
- 4. miejsce podczas mistrzostw Włoch (2013)
- Zdobywca Pucharu Grecji (2003, 2009, 2014–2017)
- Finalista Pucharu Grecji (2000, 2001, 2010, 2011)

### Indywidualne
- MVP:
  - meczu gwiazd ligi greckiej (2011)
  - kolejki Euroligi (16 – 2002/2003, 18, 20 – 2006/2007, 4 – TOP 16 – 2010/2011)
- Najlepszy młody zawodnik ligi greckiej (2001)
- Uczestnik meczu:
  - gwiazd ligi:
    - greckiej (2001, 2003, 2009–2011, 2014)
    - włoskiej (2012)

  - wschodzących gwiazd - Nike Hoop Summit (1998[4], 1999[5])
- Rekordzista Euroligi (spotkania liczone od sezonu 2000/2001) w liczbie zbiórek, uzyskanych w jednym spotkaniu (24)
- Lider Euroligi w skuteczności rzutów za 2 punkty (76,1% – 2011)

### Reprezentacja
Drużynowe
- Mistrz:
  - Europy (2005)
  - Pucharu Stankovicia (2006)
  - turnieju Akropolu (2002, 2003, 2005, 2006, 2007, 2008, 2009, 2010, 2013)
- Wicemistrz świata (2006)
- Brązowy medalista mistrzostw Europy:
  - 2009
  - U–18 (1998)
- Uczestnik:
  - mistrzostw:
    - świata:
      - 2006, 2010 – 11. miejsce
      - U–19 (1999 – 7. miejsce)

    - Europy:
      - 2001 – 9. miejsce, 2003 – 5. miejsce, 2005, 2009, 2011 – 6. miejsce, 2013 – 11. miejsce
      - U–20 (2000 – 7. miejsce)
      - U–16 (1997 – 5. miejsce)

  - igrzysk olimpijskich (2004 – 6. miejsce, 2008 – 5. miejsce)

Indywidualne
- MVP turnieju Akropolu (2002, 2008, 2011)